# Katinka Aimef
Katinka Aimef, född 4 september 2020, är en fransk varmblodig travhäst. Hon tränas av Franck Leblanc och rids av Alexis Collette.
Hon började tävla 2023 och inledde med en galopp för att sedan ta sin första seger i åttonde starten. Hon har hittills sprungit in 365 790 euro på 31 starter varav 8 segrar, 3 andraplatser och 4 tredjeplatser. Hon har tagit karriärens hittills största seger i Prix de Normandie (2025).
Hon har även segrat i Prix Victor Cavey (2025) och på andraplats i Prix Erigone (2025) samt på tredjeplats i Prix Paul Bastard (2025) och Prix Louis Forcinal (2025).

## Statistik
| Statistik för Katinka Aimef (Ref.) | Statistik för Katinka Aimef (Ref.) | Statistik för Katinka Aimef (Ref.) | Statistik för Katinka Aimef (Ref.) | Statistik för Katinka Aimef (Ref.) | Statistik för Katinka Aimef (Ref.) |
| ---------------------------------- | ---------------------------------- | ---------------------------------- | ---------------------------------- | ---------------------------------- | ---------------------------------- |
| Starter                            | Placeringar                        | Startprissumma                     | Segerprocent                       | Platsprocent                       | Rekord                             |
| 31                                 | 8-3-4                              | 365 790 euro                       | 26 %                               | 48 %                               | 1.11,6ak,                          |

### Större segrar
| År   | Lopp              | Kusk            | Vinstbelopp | Grupp   |
| ---- | ----------------- | --------------- | ----------- | ------- |
| 2025 | Prix Victor Cavey | Alexis Collette | 54 000 EUR  | Grupp 2 |
| 2025 | Prix de Normandie | Alexis Collette | 108 000 EUR | Grupp 1 |